# ایالات پاپی
ایالات پاپی یا ایالات کلیسا یا ایالات رومی (به ایتالیایی:Stato Pontificio؛لاتین:Status Pontificius) دولتی در مرکز ایتالیا به رهبری پاپ، رهبر کلیسای کاتولیک، بود که از قرن ۸ میلادی تا ۱۸۷۰ وجود داشت.
ایالات پاپی در اوج قدرت خود مناطق لاتزیو، اومبریا، مارکه و رومانیا را دربر می‌گرفت. این دولت در ۱۸۷۰ توسط پادشاهی ساردنی فتح شد و به جزئی از پادشاهی جدید ایتالیا تبدیل گشت.